# Sofer
El sofer (en hebreo: סופר סת”ם) es un escriba judío que tiene la facultad de transcribir la Torá y los textos religiosos, como los referentes a la colocación de las Tefilin (véase Filacteria) y la Mezuzá. También es competencia de los soferim la escritura de la Meguilá, los Nevi'im y Guitín.
Los soferim son expertos en el uso de la caligrafía hebrea, y su labor conlleva la observancia de ciertas normas de escritura muy precisas en todo aquello que está relacionado con las formas y el trazado de las letras hebreas, así como con los instrumentos que se emplean.

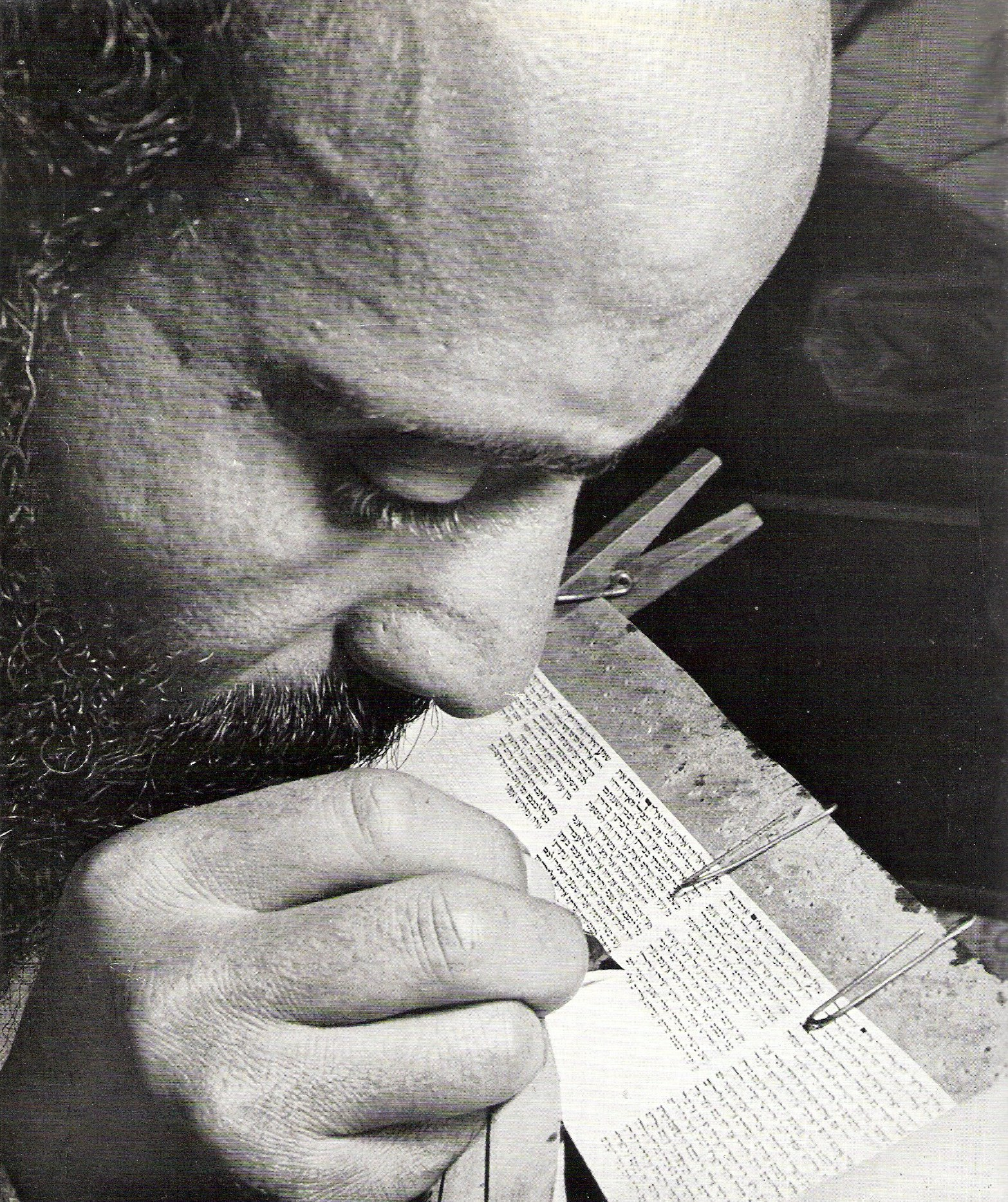
Sofer o escriba judío transcribiendo un texto hebreo, 1958.
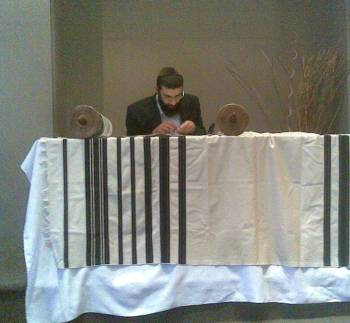
Escriba judío finalizando una transcripción bíblica, 2007
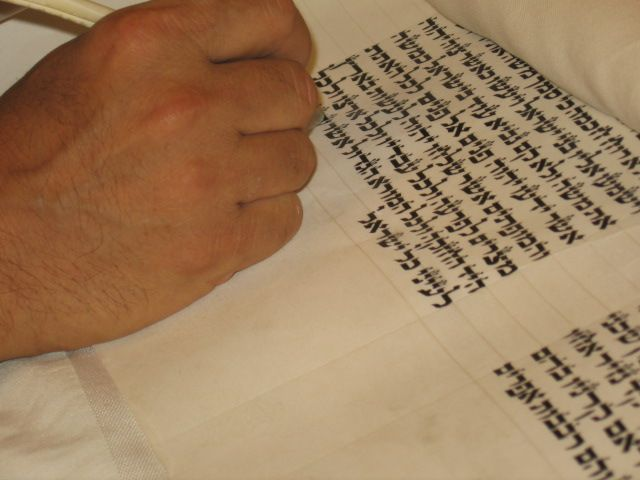
Calígrafo profesional judío escribiendo un texto sagrado en hebreo de modo manuscrito y con la ayuda de una pluma de ganso, fotografía tomada en 2009
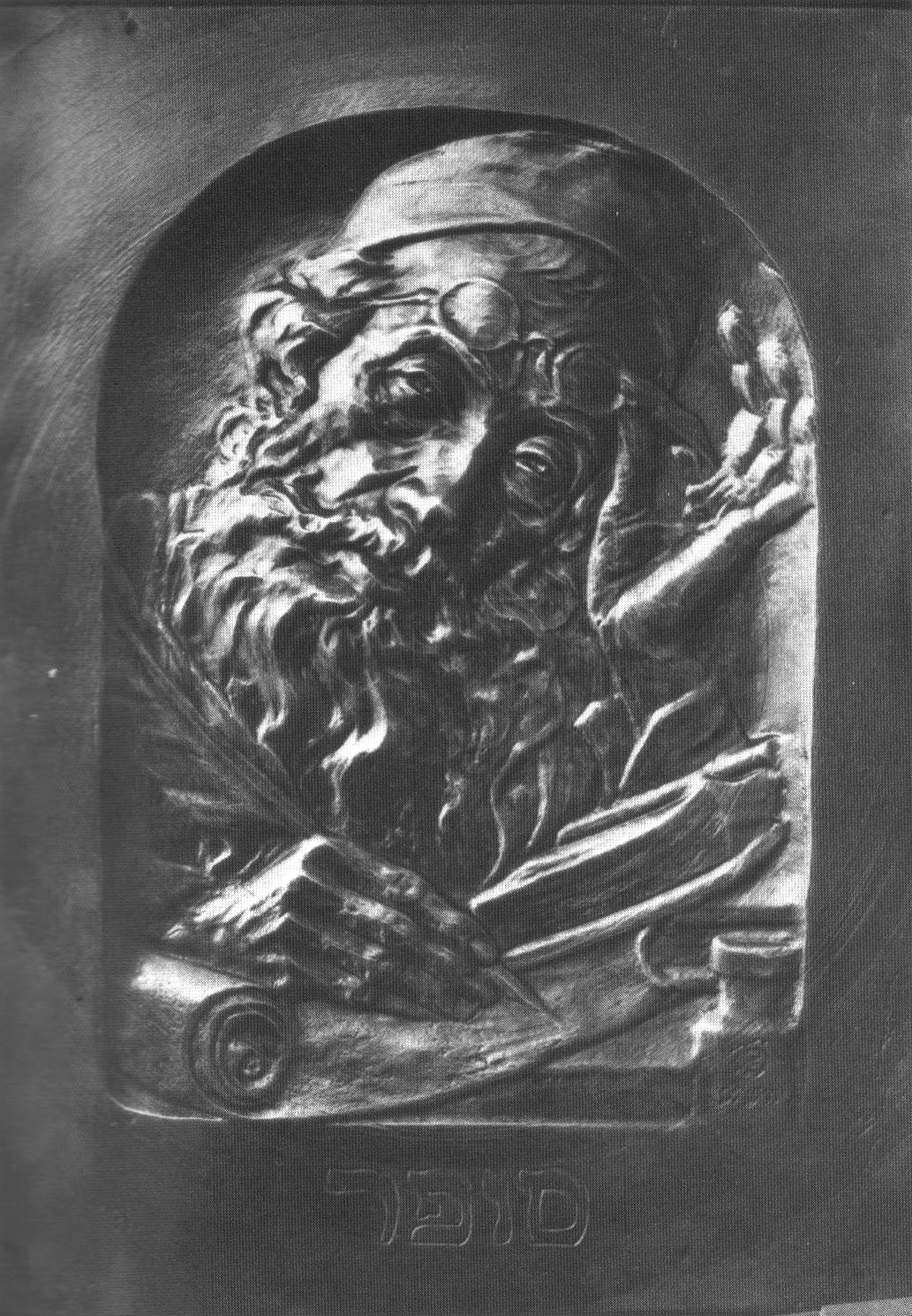
Arte judío. Boris Schatz, Sofer (escriba hebreo), relieve, 1912